# التکیرچن
التکیرچن (به آلمانی: Altkirchen) یک شهر در آلمان است که در تورینگن واقع شده‌است.

## خصوصیات
التکیرچن ۲۰٫۰۵ کیلومترمربع مساحت دارد ۲۲۸ متر بالاتر از سطح دریا واقع شده‌است.